# Stefan Krachten

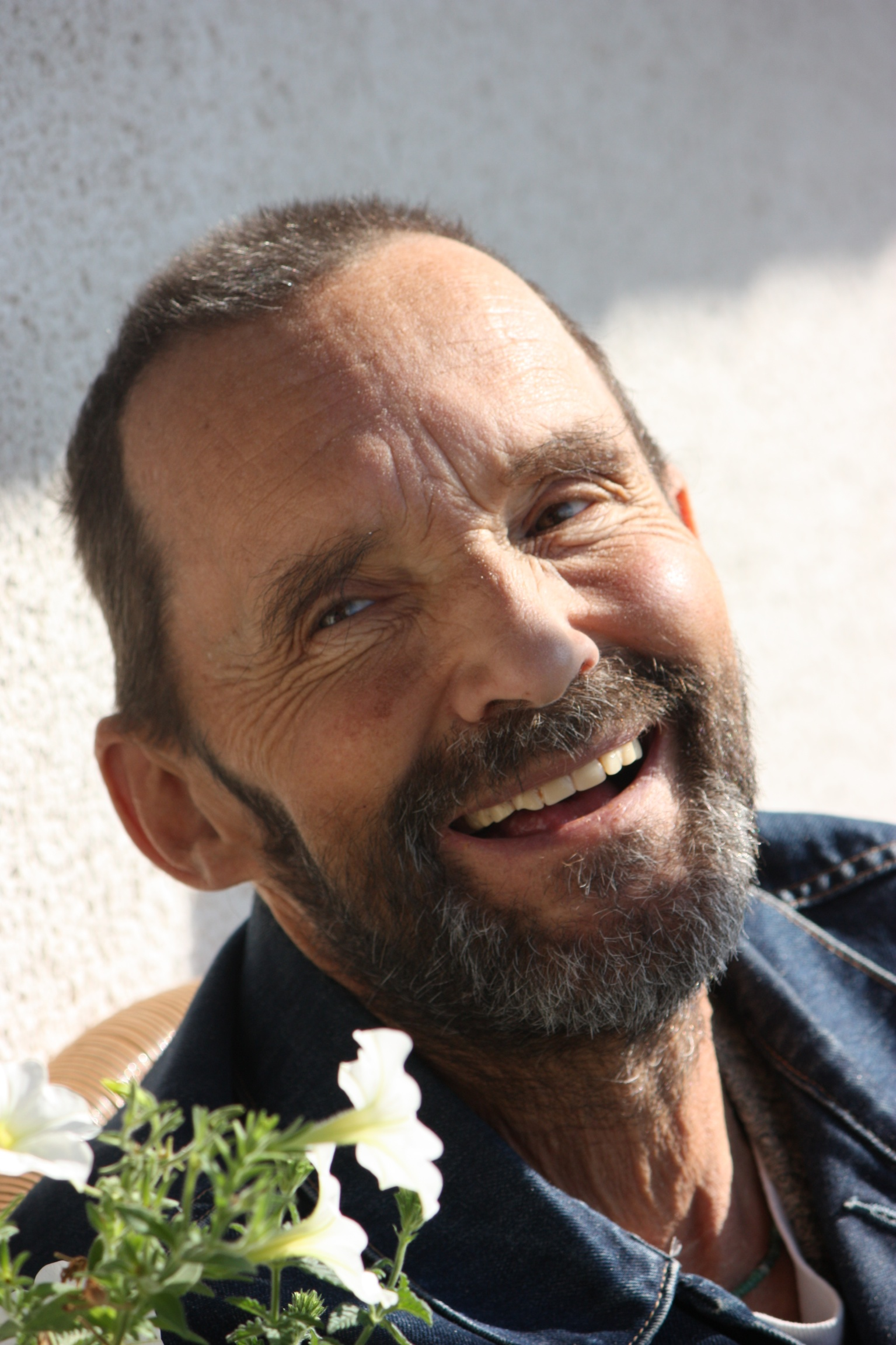
Stefan Krachten (September 2014)

Stefan Krachten (* 16. Juli 1958 in Rüsselsheim am Main; † 16. September 2014 in Lohmar) war ein deutscher Schlagzeuger und Musikproduzent, der zur Kölner Musikszene gehörte. Zuletzt war er auch unter dem Pseudonym Goldman aktiv.

## Leben und Wirken
Krachten hatte mit zehn Jahren den ersten Klavierunterricht und spielte 1971 in seiner ersten Band. Seine Band Hot Fire gründete er mit Helmut Zerlett. Bereits 1978 war er Mitglied der Roadshow des Musikclowns Jango Edwards, mit dem er auf dem Amsterdamer Festival of Fools auftrat, dann international auf Tournee war und das Album Jango Edwards & Friends Roadshow einspielte. Mit Serge de Paris trat er 1980 im Tempodrom auf. Im selben Jahr war er einer der Gründer von Dunkelziffer, mit denen er drei Studioalben sowie ein Livealbum veröffentlichte. Seit 1982 gehört er mit Helmut Zerlett und Rosko Gee zu dem Bandprojekt The Unknown Cases, das mit Reebop Kwaku Baah den Dancemusic-Klassiker Masimbabele entwickelte und aufnahm; dieser ist „eine wegweisende musikalische Pionierleistung – mutmaßlich zum ersten Mal wurden afrikanische Rhythmen und Gesang, Tamla Motown-Soul, Psychedelic Rock und serielle Dance-Grooves zu etwas verschmolzen, was man so zuvor noch nicht gehört hatte.“ Mit der Sängerin Sabiha Kara knüpfte er 1985 mit weiteren Aufnahmen – zusammen mit Rosko Gee, Maxim Rad, Daniel (Bontjes) van Beek, Godfrey McLean und Helmut Zerlett – an diese Arbeit an: Im Matrix Studio, dem Ort, wo Reebop Kwaku Bah vor seinem plötzlichen Tod zuletzt in London gelebt und gearbeitet hatte. 1990 unternahm die Formation eine Europa-Tournee.

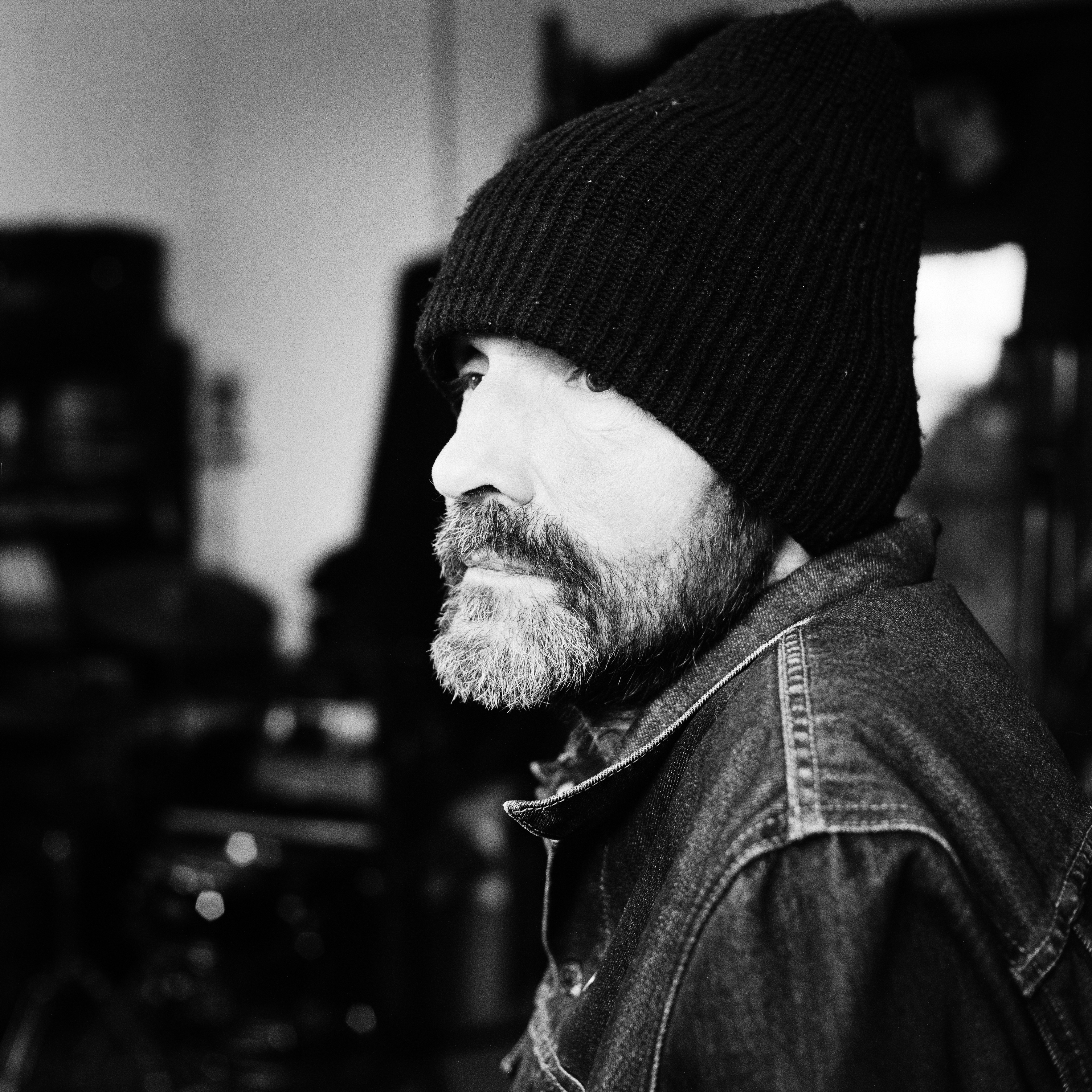
Stefan Krachten (Juni 2014, Foto: Jörg Steinmetz)

In der besetzten Stollwerck-Fabrik organisierte er 1983 mit Ingo Kümmel und anderen ein Cage-Festival. Mit Dal Martino kuratierte er die Veranstaltungsreihe Trance Club in Köln.
1986 wurde er Mitglied der Fred Banana Combo, deren Album Fred Banana 1987 von Conny Plank produziert wurde. Mit dem Adam Noildt Intermission Orchestra von Frank Köllges wirkte er bei der Eröffnung der documenta 8 mit. 1991 gründete er mit der Akkordeonistin Eli Thoböll und dem Geiger Thomas Kagermann die weltmusikalische Gruppe Walk of the Elephants, mit der er 1998 auf Tournee ging und die bis 2000 bestand. Ab 1990 begann Krachten auch als Produzent zu wirken, zunächst für Bad Little Dynamos, und installierte sein eigenes Studio Sound Legere. 1993 gründete er die Electronica-Band Trance Groove, in der er mit Thomas Kessler, Reiner und Bernd Winterschladen, Ruby (Marion Rubina Klask), DJ Heli, Dominik von Senger, Rosko Gee, Reiner Linke, Helmut Zerlett und Dal Martino zusammen spielte, mit der er bis 2010 mehrere Alben veröffentlichte und den Song Reich der Träume von Nico remixte. Mit Raji Susanne Atorf produzierte er das Album Fresh unter der Mitwirkung von Jürgen Dahmen und Dal Martino sowie  Kurt Kreikenbom, Eric Zeiler, Conny Chillin und Gero Sprafke (Ton) Mastering: Dieter Krauthausen. Mit dem Vibraphonisten Konrad Schilling verfolgte er das Projekt Rainmaker, bei dem Sita und Maya Rose (Popol Vuh) sangen. Unter dem Namen Goldman veröffentlichte er 2013 mit dem Bassisten Konstantin Wienstroer sein erstes Soloalbum On the Outside (looking in), ergänzt durch weitere Musiker wie der Sängerin Ruby, dem Pianisten Jürgen Dahmen, dem Saxophonisten Mel Collins, der Sängerin Isis, Dirk Herweg (Electronics und Streichinstrumente), Hans Maahn, Helmut Zerlett und den Sängerinnen Nicolle Meyer (vormals Schlagzeugerin der Fred Banana Combo) und Elfie-Esther. Goldman trat ab 2013 regelmäßig im Kunsthaus Rhenania (Köln) auf, wo er die Reihe Instant Music Club kuratierte.  Des Weiteren nahm er mit Gerd Köster, mit den Talking Horns sowie mit The Piano Has Been Drinking und mit Jim Capaldi auf und begleitete Amy Antin. Eine seiner letzten größeren Produktionen ist das Doppel-Album des Künstlers Werner Kiera aka Datenverarbeiter unter dem Titel Fleur Noire – Joue les images.

## Privates
Krachten ist der Bruder von Christoph Krachten. Er war über 30 Jahre Dialysepatient. Er zog sich nach Resignation in das Elisabeth-Hospiz in Lohmar-Deesem zurück, wo er verstarb.

## Diskographie

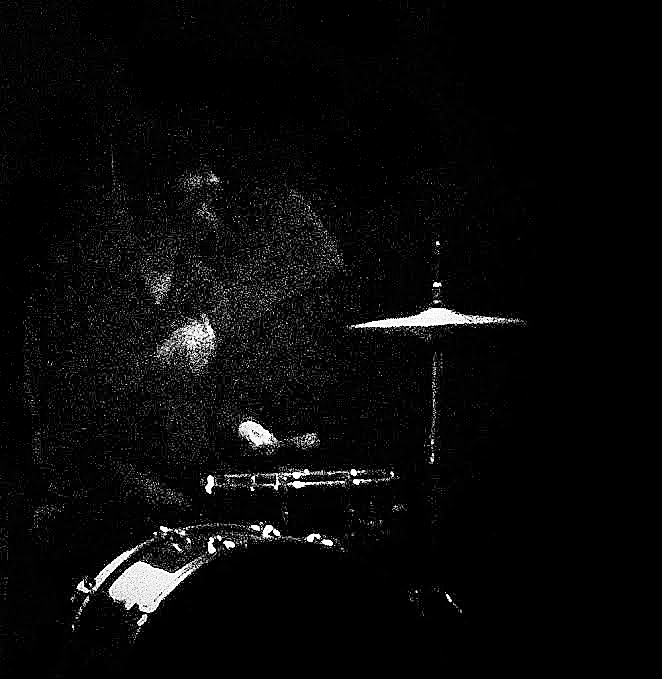
Stefan Krachten (Fotokunst von Werner Kiera aka Datenverarbeiter)

- Richard Schneider jr. – Dream like Land (1977)
- Richard Schneider jr. – Fata Morgana (rec. 1978, ed. 1980)
- Jango Edwards – & Friends Roadshow (ed. 1979)
- Dunkelziffer – Im Stil der neuen Zeit (Vinyl-EP) (ed. 1982)
- Dunkelziffer – Colours and Soul (ed. 1983)
- Dunkelziffer – In the Night (ed. 1984)
- Dunkelziffer – III (ed. 1986)
- Dunkelziffer – You make me happy (Vinyl-EP) (ed. 1985)
- Dunkelziffer – Live (Japan) (rec. 1985, ed. 1997)
- Stollwerck Sampler (ed. 1985):
  - The Unknown Cases – Memo Walk[10]
  - Francesco Agostini – Ba-Ba-Ba
  - Dunkelziffer – I Pinched Myself
- The Unknown Cases – Masimbabele (rec. 1983, ed. 1983)
- The Unknown Cases – If You Want Me to Stay (Vinyl-Maxisingle) (rec. 1984–1985, ed. 1985)
- The Unknown Cases – Bogota Boogie (I’m Gonna Booglarize You, Baby)
- The Unknown Cases – Sun City
- The Unknown Cases – Masimbabele’89 (The Adrian Sherwood Remixes)
- Dominik von Senger – The First (LP ed. 1983, CD ed. 1990)
- Fred Banana Combo – Fred Banana (1988)
- Fred Banana Combo – Time to Cry
- Fred Banana Combo – Stars from Above (EP)
- Dario Ghanai – On the Roof (rec. 1990)
- Bad Little Dynamos – X Ray Shuffle
- Bad Little Dynamos – If in Doubt
- The Piano Has Been Drinking – Der Märchenprinz (1992) (in dem Titel Frisch uralt verknallt)
- Trance Groove – Solid Gold Easy Action (1994)
- Trance Groove – Paramount (1996)
- Trance Groove – Reebop (Vinyl-EP) (1994)
- Trance Groove – Paris (Single-CD) (1997)
- Walk of the Elephants – Monchique (1998)
- Trance Groove – Trainspotting
- Trance Groove – Musique Legere (1999)
- Trance Groove – Driving South (Vinyl-EP) (2000)
- Trance Club – Luba (ed. 2002)[11]
- Trance Groove – Meant to Be Like This (2003)
- Trance Groove – Orange (2008)
- Trance Groove – Playing with the Chelsea Girls (2009)
- Andreas Ludwig – Callings of the Night
- The Unknown Cases – Masimbabele 96 Remixes
- The Unknown Cases – My Style
- Gerd Köster – Gerd Köster und .......
- Dominik von Senger – The Second (CD) (ed. 1995)
- Raji  -- Lovetrust[12] (CD) (1999) in the titles  "you open my eyes" "Morning Dew"  "Thanks to you"
- The Unknown Cases – Masimbabele (auf der POP 2000-Compilation, kuratiert von Herbert Grönemeyer)
- Nico vs. Trance Groove – Reich der Träume (Maxi-CD) (2000)
- Trance Groove – Les Zigarillos (Maxi-CD) (2000)
- Trance Groove – 12 (Vinyl-EP)
- Trance Groove – Foxy Musik (The New Testament of Funk)
- Maschinenhalle 2001:
  - Nico vs. Trance Groove – Reich der Träume
  - The Unknown Cases vs La Systema Dolorosa – Masimbabele Acid 2000
  - Trance Groove – Le Train
  - Walk of the Elephants – Green Desert Dub
  - Bassculture feat. Rubina – Anywhen
- Amy Antin – Heart of Clay (2007)
- Raji – Fresh (2004 - 2005)  im Vertrieb bei silenzio.com, 3. Neuauflage 2018
  - This Is It
- Jim Capaldi – Dear Mr Fantasy: The Jim Capaldi Story (CD-Box) (ed. 2011) (in dem Titel 40,000 Headmen)
- Hansonis – Drink and Drive with Dylan Thomas
- Hansonis – No Man Believes
- Goldman – On the Outside [ Looking In ] (2013) (CD und Vinyl-Doppelalbum)
- Goldman – The Truth of Ghost Dog (2014) (Live-Album, mit Thomas Kessler, Mel Collins, Konstantin Wienstroer und Jürgen Dahmen)[13]